# FN TB IV
Le FN TB IV ou T38 est un modèle de trolleybus fabriqué par la Fabrique nationale d'Herstal (FN).

## Histoire
Le TB IV est la version évoluée du TB II dont il garde la conception de caisse soudée au châssis, les Constructions électriques de Belgique (CEB) fournissant toujours la partie électrique[réf. nécessaire]. Les TULE vont prendre livraison[Quand ?] de 28 véhicules livrées en deux série, la première de 10 véhicules et la seconde de 18[réf. nécessaire].